# Stránske
Stránske (Hongaars: Alsóosztorány) is een Slowaakse gemeente in de regio Žilina, en maakt deel uit van het district Žilina.
Stránske telt 725 inwoners.